# Галлешер
«Галлешер» (нім. «Hallescher FC») — німецький футбольний клуб з Галле. Заснований 26 січня 1966 року.

## Історія
Історія «Галлешера» починається з формування в 1946 році клубу «SG Glaucha» в окупованій СРСР Східній Німеччині на базі клубу «Hallescher Fußball-Club Wacker», який був заснований у 1900 році. Як повелося у НДР у той час, клуб часто змінював назву, вперше клуб змінив назву на «SG Freiimfelde Halle» у 1948 році. У наступному році клуб виграв чемпіонат НДР вже як «ZSG Union Halle» і повторив цей успіх у 1952 році. Подальші зміни назви: «BSG Turbine Halle» (1953); «SC Chemie Halle-Leuna» (1957); «SC Chemie Halle» (1958).
Нарешті, у 1966 році клуб останній раз змінив назву на «FC Chemie Halle». Ця зміна відобразила відділення футбольних клубів від своїх батьківських спортивних клубів по всій Східній Німеччині. Під назвою «Турбіна» команда виграла свій перший кубок НДР у 1956 році, а другий у 1962 році, але ж як «Хемі». Клуб грав в Оберлізі НДР середньо, іноді вилітаючи з неї. Їхнім найкращим результатом у той період було третє місце в Оберлізі в сезоні 1970/71, що дало клубу право виступити в кубку УЄФА.
З об'єднанням Німеччини в 1990 році та злиття чемпіонатів ФРН і НДР, клуб потрапив у Другу Бундеслігу, змінивши назву на «Галлешер». Зараз виступає в Регіоналлізі.

## Досягнення
- Чемпіон НДР: 1949, 1951/52
- Володар кубка НДР: 1956, 1962